# Cidade Mãe do Céu
Cidade Mãe do Céu é um bairro no distrito do Tatuapé, na Cidade de São Paulo.
Ocupa toda a porção sudoeste do distrito, com um perímetro limitado pela Rua Tuiuti e avenidas Radial Leste e Salim Farah Maluf.
É um bairro eminentemente residencial, formado por grande número de sobrados e atualmente em transformação com a construção diversos incorporações de mais alto padrão. Com traçado de rua irregular, possui também estabelecimentos comerciais centralizados especialmente na Rua Tuiuti, rua onde está localizada a Estação Tatuapé do metrô, bem como a entrada principal do Shopping Metrô Tatuapé e acesso ao Boulevard Tatuapé Mall. 
O bairro é limítrofe aos bairros Vila Gomes Cardim e Vila Regente Feijó. 